# 古德曼 (阿拉巴馬州)
古德曼（英語：Goodman）是一個位於美國阿拉巴馬州科菲縣的非建制地區。該地的面積和人口皆未知。

## 地理
古德曼的座標為31°16′47″N 85°59′37″W / 31.27972°N 85.99361°W，而該地最高點為海拔高度107米（即351英尺）。